# Berd
Berd (armenio: Բերդ) es una comunidad urbana de Armenia perteneciente a la provincia de Tavush.
En 2011 tiene 7957 habitantes.
Se conoce su existencia desde el siglo X, pues existe junto a la localidad una fortaleza de dicha época. De hecho, el término "Berd" viene a significar en armenio "fuerte" o "castillo". La localidad ha tenido diversos nombres a lo largo de su historia, como Berdagyugh, Gamma, Tavuzghala, Tauzkend, Tovuz, Volorut, Shlorut y Ghalakyand. Actualmente es un importante núcleo agrícola.
Se sitúa sobre la carretera H36, entre Ijevan y Tovuz.